# Iwan Bohun

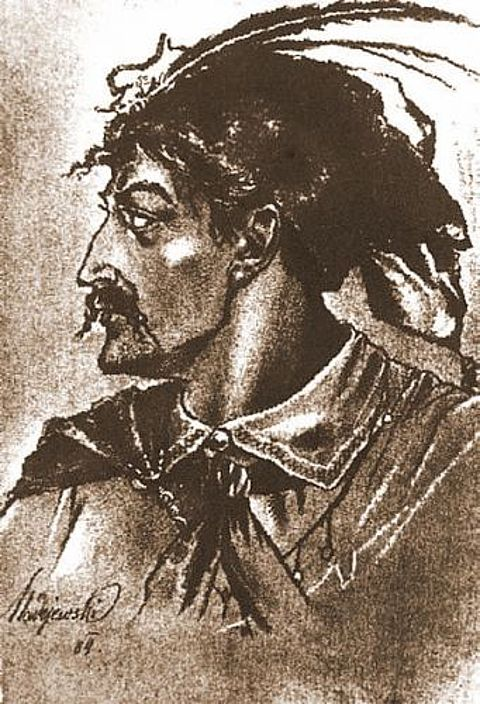
Iwan Bohun, J. Madejewski, litografia, 1884

Iwan Teodorowicz Bohun, ukr. Іван Богун (ur. ok. 1608, zm. 27 lutego 1664) – pułkownik kozacki, jeden z głównych przywódców powstania Chmielnickiego.

## Życiorys
Urodził się prawdopodobnie około 1608 roku (gdyż w momencie wybuchu wojny z Rzecząpospolitą miał około 40 lat) w Bracławiu. Jego pochodzenie jest nieznane, choć istnieje przypuszczenie, że był synem drobnego szlachcica, dzierżawcy wsi Bubnowa (Kijowszczyzna).
Sotnik pułku czehryńskiego, w 1650 roku pułkownik kalnicki. W 1651 roku zdobył i spalił Winnicę. W maju tegoż roku wraz z innymi pułkami bezskutecznie oblegał Kamieniec Podolski i Ołykę (Wołyń). Pod Beresteczkiem wyprowadził resztki wojsk kozackich z okrążenia.
Być może latem 1652 r. towarzyszył Tymofiejowi Chmielnickiemu w wyprawie do Mołdawii.
Zdecydowany przeciwnik uzależnienia od Moskwy, nie przysiągł wierności carowi podczas rady perejasławskiej. Walczył u boku Chmielnickiego z wojewodą Stanisławem Lanckorońskim i Stefanem Czarnieckim. Występując po stronie rosyjskiej w bitwie pod Ochmatowem w 1655 roku, atakiem na flankę wojsk polskich uratował armię kozacką od pewnej klęski.
Podczas potopu szwedzkiego namawiał hetmana do opowiedzenia się po stronie Rzeczypospolitej, potem poparł go jednak przeciw Polsce. Wobec coraz bardziej prawdopodobnych planów rozbioru Polski (traktat w Radnot) i związanej z tym możliwości powstania suwerennej Ukrainy, przyłączył się do wojsk księcia siedmiogrodzkiego Jerzego II Rakoczego, pozostając przy nim aż do klęski w bitwie pod Czarnym Ostrowem w 1657 roku. Poparł unię hadziacką, był zwolennikiem Iwana Wyhowskiego; Jerzego Chmielnickiego popierał do czasu, gdy ten, łamiąc unię hadziacką, postanowił związać się z Moskwą. Walczył po stronie polskiej z Rosjanami, został jednak usunięty ze stanowiska, pozbawiony tytułu pułkownika i uwięziony w Malborku. Uwolniony w 1663 roku, uczestniczył w zmaganiach z promoskiewskim Iwanem Brzuchowieckim. Rozstrzelany 27 lutego 1664 roku w obozie pod Nowogrodem Siewierskim pod zarzutem zdrady.

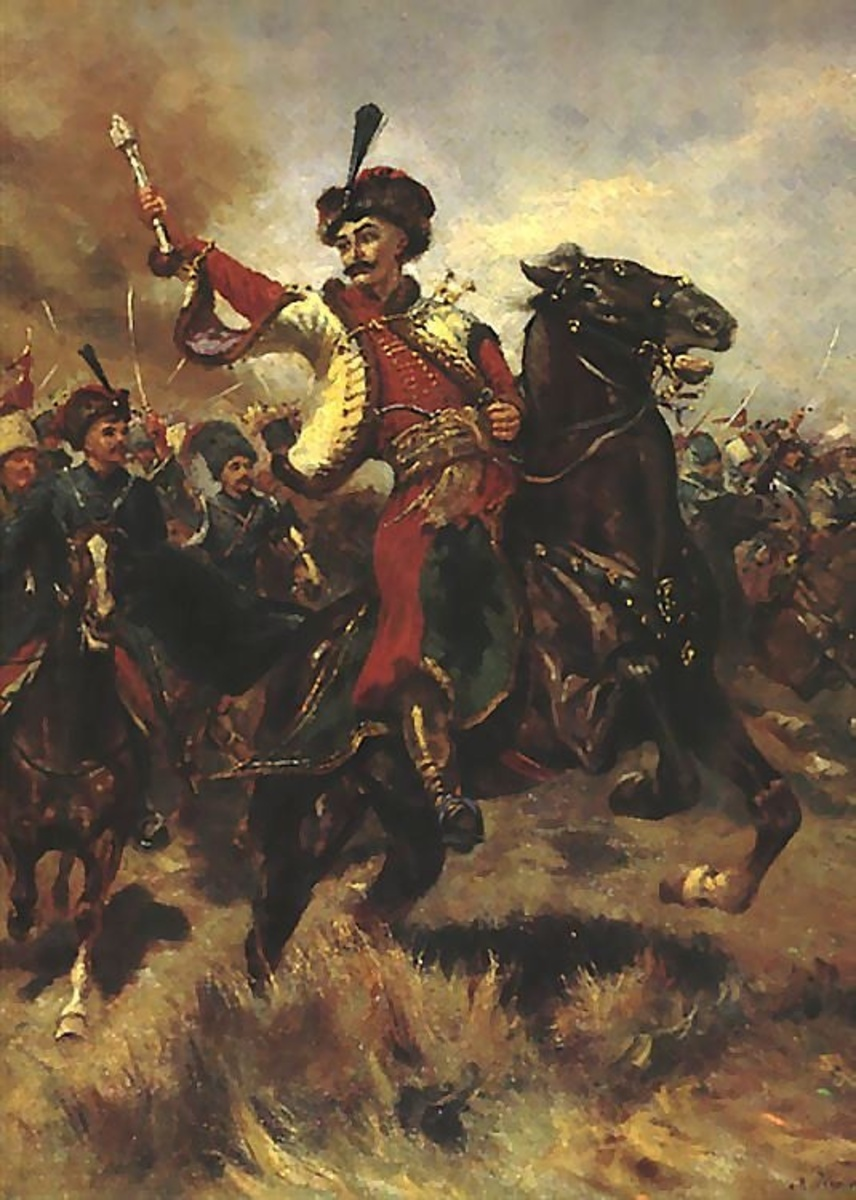
Iwan Bohun wydostaje z okrążenia resztki wojsk kozackich w czasie bitwy pod Beresteczkiem, 1651

Posłużył Henrykowi Sienkiewiczowi za pierwowzór bohatera powieści Ogniem i mieczem, Jurka Bohuna. Jest także tytułowym bohaterem powieści Jacka Komudy Bohun, opowiadającej o największej klęsce wojsk Rzeczypospolitej, poniesionej w bitwie pod Batohem w 1652 roku.